# حسين الخليف
حسين الخليف (بالإنجليزية: Hussain Al-Khulaif)‏؛ مواليد 4 يناير 1996 في ، السعودية، هو لاعب كرة قدم سعودي يلعب حالياً في نادي وج.
لعب سابقاً لنادي الفتح ونادي العيون ونادي الروضة ونادي العمران ونادي الجبيل ونادي وج.